# Vicovu de Sus
Vicovu de Sus (deutsch Ober Wikow) ist eine Stadt im Kreis Suceava in Rumänien. 

## Lage
Vicovu de Sus liegt in der Bukowina, unmittelbar an der ukrainischen Grenze im Tal des Flusses Suceava, an der Nordseite des Gebirges Obcina Mare. Die Kreishauptstadt Suceava befindet sich etwa 55 km südöstlich.

## Geschichte
Der Ort wurde 1436 unter dem Namen Jicovu de Sus erstmals urkundlich erwähnt. 1466 kaufte Ștefan cel Mare (Stefan der Große), der Fürst der Moldau, das Dorf und schenkte es dem Kloster Putna.
Nachdem das Fürstentum Moldau zunehmend unter osmanischen Einfluss geraten war, wurde die Bukowina 1774 Teil Österreich-Ungarns. 1787 siedelten sich im Ort Familien aus dem Rheinland, aus Franken, aus Baden und Württemberg an. Im Ort lebten weiterhin vorwiegend Rumänen.
Nach dem Ersten Weltkrieg kam die Bukowina (und damit auch Vicovu de Sus) im Vertrag von Saint-Germain zu Rumänien. 
2004 erhielt der Ort den Status einer Stadt.

## Bevölkerung
Bei der Volkszählung 2002 lebten in Vicovu de Sus 14.125 Personen, darunter 13.736 Rumänen und 377 Roma.

## Verkehr
Durch Vicovu de Sus verläuft die Bahnstrecke Rădăuți–Brodina, an der auf dem Stadtgebiet zwei Bahnhöfe (Vicovu de Sus und Bivolăria) liegen. Es bestehen regelmäßige Busverbindungen nach Rădăuți (Radautz).

## Sehenswürdigkeiten
- Zwei orthodoxe Kirchen
- Gedenkhaus für Ion Nistor
- Kloster Putna (etwa zehn km südwestlich)

## Persönlichkeiten
- Aurel Onciul (1864–1921), rumänischer pro-österreichischer Politiker
- Ion Nistor (1876–1962), rumänischer Historiker und Politiker[6]